# Оймяконский улус

Физическая карта Оймяконского улуса

Оймяко́нский улу́с (район) (якут. Өймөкөөн улууhа) — административно-территориальная единица (улус или район) и муниципальное образование (муниципальный район) в Республике Саха (Якутия) Российской Федерации.
Административный центр — посёлок городского типа Усть-Нера.

## География
Площадь района — 92,3 тыс. км². Расположен на востоке Якутии. Это 14-й среди наибольших по размеру улусов республики Саха. Граничит на юго-западе с Усть-Майским улусом, на западе — с Томпонским улусом, на севере — с Момским улусом, на востоке — с Магаданской областью и на юге — с Хабаровским краем.
Природные условия
Рельеф горный. На востоке улуса — Нерское плоскогорье; в центральной части — хребет Тас-Кыстабыт; на западе — Оймяконское нагорье, Эльгинское плоскогорье; на крайнем юго-западе — хребет Сунтар-Хаята; на севере — хребты горной системы Черского. Вся территория улуса находится в бассейне реки Индигирка.
На территории района имеется обширнoe чашеобразное понижение в рельефе, именуемое Оймяконской впадиной, благодаря которой формируется сухая, малооблачная, морозная погода. Поэтому район широко известен как полюс холода Северного полушария. В феврале 1933 г. на метеостанции Оймякон, расположенной в с. Томтор был зафиксирован абсолютный рекорд Северного полушария в XX столетии (-67,7°C ).
Наиболее крупные озёра улуса: Лабынкыр, Алысардах и Ылбая. Развита речная сеть. Из рек наиболее значительные: Индигирка, Эльги, Нера, Тарын-Юрях, Туора-Юрях и Куйдусун. Район также известен самыми низкими среднемесячными температурами в Северном Полушарии: так в Делянкире в 1954 году средняя температура марта составила −39.3°C, а средние температуры январей 1964 в Делянкире и 1973 в Оймяконе равнялись −54.1°C, а в Делянкире −53.5°C в 1973, а дважды подряд в январях 1966—1967 – -52.8°C, в Юртах средняя температура ноября в 1958 году составила −46.2°C, в октябре 1952 – -25.2°C в Делянкире, а в декабре 1967 – -51.6°C в Делянкире и −52.2°C в Оймяконе, озеро Лабынкыр, находящееся юго-восточнее, также может претендовать на одну из самых холодных точек, абсолютный максимум температуры летом в улусе достигает и несколько превышает +35°C, абсолютный же минимум практически на всей территории улуса может падать ниже −65°C, последний раз официально в январе 1982 были отмечены −65.2°C на территории улуса. Летняя температура в улусе под конец календарного лета может падать до −16°C, как это произошло утром 28 августа 2016 года на станции Восточная, а 3 сентября 1967 года тут температура упала до −17.3°C, 18 мая ещё возможен мороз ниже −25°C, а 25 мая – -19°C, как это случилось в 1964 году, в горах улуса уже с самого начала августа температура практически перестает достигать +29°C. Самый холодный и один из самых горных крупных водоем на планете — Лабынкыр, также находится тут, в повышении рельефа к востоку улуса, годовой перепад температуры на значительной части улуса превышает 100, а среднегодовая температура часто опускается ниже −16°C, а до начала базы метеоизмерений по расчетам доходила как минимум под −20°C. в ноябре 2017 года минимальная температура в улусе теоретически могла опуститься до −57°C под конец ноября, что сделало те числа самой низкой вне календарной зимы в 21 веке температурой в России. 2 августа 1965 года в окрестностях Оймякона с очень высокой вероятностью была зарегистрирована самая ранняя предосенняя дата понижения температуры утром менее цифры -10°C. Интересно также, что на горной метеостанции Восточная, абсолютный перепад температур с июля 2010 по август 2016 достиг цифры в ровно 46°С за 73 месяца, при среднем арифметическом температур за весь этот период в +6.9°C.

## История
Оймяконский район образован 20 мая 1931 года.
28 июня 1920 года Оймяконская волость отделилась от Баягантайской волости на основании Протокола заседания Якутского Райревкома от 28 июня 1920 года № 17.
В 1954 году центр района был перенесён из села Оймякон в пгт Усть-Нера.
В 1990 году Ючюгейский наслег был выделен из Борогонского 2-го наслега.
В 2001 году упразднён Арга-Мойский наслег, состоявший из одного села Арга-Мой.
В 2002 году были упразднены административно-территориальные единицы «посёлок Ольчан» (состоявший из посёлков Ольчан и Октябрьский), «посёлок Сарылах».

## Население
| 1970   | 1979    | 1989    | 2002    | 2009    | 2010    | 2011    | 2012  | 2013  |
| ------ | ------- | ------- | ------- | ------- | ------- | ------- | ----- | ----- |
| 21 364 | ↗25 731 | ↗31 078 | ↘14 670 | ↘12 188 | ↘10 109 | ↘10 036 | ↘9573 | ↘9267 |
| 2014   | 2015    | 2016    | 2017    | 2018    | 2019    | 2020    | 2021  | 2022  |
| ↘9040  | ↗9241   | ↘9017   | ↘8852   | ↘8515   | ↘8244   | ↘7877   | ↘7730 | ↘7715 |
| 2023   |         |         |         |         |         |         |       |       |
| ↘7600  |         |         |         |         |         |         |       |       |

### Урбанизация
В городских условиях (пгт Артык и Усть-Нера) проживают 59,16 % населения района.

### Национальный состав
В основном население составляют русские (57 %) и якуты (23 %), всего 80 % населения улуса.

## Муниципально-территориальное устройство
Оймяконский улус (район), в рамках организации местного самоуправления, включает 7 муниципальных образований, в том числе 2 городских поселения и 5 сельских поселений (наслегов), а также 1 межселенную территорию без статуса муниципального образования:
| №        | Муниципальное образование | Административный центр | Количество населённых пунктов | Население (чел.) | Площадь (км²) |
| -------- | ------------------------- | ---------------------- | ----------------------------- | ---------------- | ------------- |
| 1        | посёлок Артык             | пгт Артык              | 3                             | ↘336             | 10 264,21     |
| 2        | посёлок Усть-Нера         | пгт Усть-Нера          | 1                             | ↘4160            | 5250,00       |
| 3        | Борогонский 1-й наслег    | село Оймякон           | 3                             | ↗599             | 5676,12       |
| 4        | Борогонский 2-й наслег    | село Томтор            | 4                             | ↘1175            | 2888,97       |
| 5        | Сордоннохский наслег      | село Орто-Балаган      | 2                             | ↗344             | 15 335,64     |
| 6        | Терютский наслег          | село Терют             | 1                             | ↘340             | 5879,52       |
| 7        | Ючюгейский наслег         | село Ючюгей            | 2                             | ↗331             | 23 208,60     |
| 7.000001 | межселенная территория    |                        | 0                             | 0                |               |

### Населённые пункты
В Оймяконском улусе 16 населённых пунктов.
| №  | Населённый пункт | Тип  | Население | Муниципальное образование |
| -- | ---------------- | ---- | --------- | ------------------------- |
| 1  | Агаякан          | село | →0        | Борогонский 2-й наслег    |
| 2  | Артык            | пгт  | ↘336      | посёлок Артык             |
| 3  | Аэропорт         | село | ↘41       | Борогонский 2-й наслег    |
| 4  | Берег-Юрдя       | село | ↗195      | Борогонский 1-й наслег    |
| 5  | Делянкир         | село | →0        | посёлок Артык             |
| 6  | Куйдусун         | село | ↘102      | Борогонский 2-й наслег    |
| 7  | Куранах-Сала     | село | →0        | Сордоннохский наслег      |
| 8  | Кюбеме           | село | →0        | Ючюгейский наслег         |
| 9  | Оймякон          | село | ↗560      | Борогонский 1-й наслег    |
| 10 | Орто-Балаган     | село | ↗414      | Сордоннохский наслег      |
| 11 | Победа           | село | ↘0        | посёлок Артык             |
| 12 | Терют            | село | ↘340      | Терютский наслег          |
| 13 | Томтор           | село | ↘998      | Борогонский 2-й наслег    |
| 14 | Усть-Нера        | пгт  | ↘4160     | посёлок Усть-Нера         |
| 15 | Хара-Тумул       | село | ↘90       | Борогонский 1-й наслег    |
| 16 | Ючюгей           | село | ↗374      | Ючюгейский наслег         |

Упраздненные населенные пункты
В 1998 году были упразднены населённые пункты:
- Бурустах, Интах, административно подчинённые п. Артык;
- Агробаза, Богатырь, Дражный, Малтан, административно подчинённые п. Нелькан;
- Ольчанская ГРП, административно подчинённый п. Ольчан;
- Захаренко, Куобах-Баса, административно подчинённые п. Предпорожный;
- Балаганнах, административно подчинённый п. Усть-Нера;
- Угловой, Эльга, административно подчинённые п. Эльгинский;
- Партизан, административно подчинённый с. Арга-Мой Арга-Мойского наслега;
- Аян-Кюёль, Балаган, Переправа Борогонского 2-го наслега (сельского округа);
- Бугуях Сордоннохского наслега (сельского округа);
- Быйыттах Терютского наслега (сельского округа).

Постановлением Государственного Собрания (Ил Тумэн) Республики Саха (Якутии) в 2007 году были упразднены
посёлки Ольчан, Сарылах, Октябрьский, Нелькан, Предпорожный, Эльгинский, сёла Победа и Арга-Мой.

## Экономика
Улус располагает месторождениями золота, серебра, олова, вольфрама, свинца, цинка, сурьмы. В 1990-е годы горнодобывающая промышленность в улусе пришла в упадок. Однако в последние годы наметился подъём в золотодобывающей промышленности, идёт активная работа по развитию сурьмяной промышленности, добыче других полезных ископаемых.
Основу сельского хозяйства улуса составляет коневодство и оленеводство.

## Транспорт
По территории улуса проходит федеральная автодорога «Колыма». В 2008 году ликвидирован последний разрыв на трассе, и жители улуса получили возможность круглогодичного проезда до столицы республики — Якутска. Однако наземное сообщение с г. Якутск отсутствует во время ледостава (осень) и ледохода (весна), так как нет переправы через реки Алдан и Лена.
Действует аэропорт в Усть-Нере.